# سواني سمالوس
قرية سواني سموالوس هي إحدى القرى التابعة لمركز الضبعة في محافظة مطروح في جمهورية مصر العربية. حسب إحصاءات سنة 2018، بلغ إجمالي السكان في سواني سمالوس 1,341 نسمة، منهم 683 رجل و 658 امرأة، وتعتبر أكبر قرية مساحة في مصر.